# دهستان لوماندا
دهستان لوماندا (به لاتین: Lümanda Parish) یک دهستان در استونی است که در شهرستان ساره واقع شده‌است.

## خصوصیات
دهستان لوماندا ۱۹۹٫۴۹ کیلومترمربع مساحت و ۸۷۶ نفر جمعیت دارد.